# Nålsögespindel
Nålsögespindel (Trematocephalus cristatus) är en spindelart som först beskrevs av Karl Friedrich Wider 1834.  Nålsögespindel ingår i släktet Trematocephalus och familjen täckvävarspindlar. Arten är reproducerande i Sverige. Inga underarter finns listade i Catalogue of Life.